# Loxodon macrorhinus
Loxodon macrorhinus е вид акула от семейство Сиви акули (Carcharhinidae). Видът не е застрашен от изчезване.

## Разпространение
Разпространен е в Австралия, Джибути, Египет, Еритрея, Йемен, Индия, Индонезия, Кения, Китай, Мадагаскар, Мианмар, Мозамбик, Оман, Пакистан, Провинции в КНР, Саудитска Арабия, Сомалия, Судан, Тайван, Танзания, Шри Ланка, Южна Африка и Япония.